# 石部
石部（）は、漢字を部首により分類したグループの一つ。
康熙字典214部首では112番目に置かれる（5画の18番目、午集の18番目）。

## 概要
石部には「石」を筆画の一部として持つ漢字を分類している。
単独の「石」字は岩石を意味する。和訓の「いし」は専ら小さい岩石を指すが、「石」字は形の大小を限定しない。また引伸して石刻、医療用の石鍼（砭石）や石薬、戦争用の石つぶて、石製楽器（八音の一つ）などを意味する。また助数詞として使われ、容量の単位としては「斛（コク）」に通じて10斗を表し、重さの単位としては「担（タン）」に通じて120斤（現在の市制で「担」は100斤）を表す。なお助数詞として使われる時の発音は韓国ではそのまま「石（セキ）」の字音が適用されているが、日本では「斛」の字音から「コク」とされ、現代中国では「担」の字音から「タン (dàn)」とされる。
「石」字は字源としては、「厂」の部分が岩石の形を象る象形文字で、それに羨符「口」を加えでできた文字である。『説文解字』では「口」をいしの象形として「厂」を崖と解釈しているが、甲骨文字の形を見ればわかるように、これは誤った分析である。
「石」は意符としては、岩石、石製品、鉱物（中国語では「礦物」）などに関する文字に含まれる。なお、現代中国語では、元素名は全て漢字一字で表記することができ、そのうち常温常圧で固体の非金属元素には、鉱石から派生して「石」を構成要素に持つ漢字が充てられる（例：硫、硅、碳、碘）。

## 部首の通称
- 日本：いし・いしへん
- 中国：石字旁・石字底
- 韓国：돌석부 (dol seok bu、いしの石部)
- 英米：Radical Stone

## 部首字
石
- 中古音
  - 広韻 - 常隻切、昔韻、入声
  - 詩韻 - 陌韻、入声
  - 三十六字母 - 禅母
- 現代音
  - 普通話 - 1.ピンイン：shí 注音：ㄕˊ ウェード式：shih2 2. ピンイン：dàn 注音：ㄉㄢˋ ウェード式：tan4
  - 広東語 - 1.Jyutping:sek6 イェール式:sek6 2.Jyutping:daam3 イェール式:daam3
- 日本語 - 音： セキ（漢音）・ジャク（呉音）・シャク・コク（慣用音） 訓：いし
- 朝鮮語 - 音：석(seok) 訓：돌（dol、いし）訓：섬（seom、穀物などの容量を量る単位）

甲骨文
金文
大篆
小篆

## 例字
- 石
- 1:䂖、4:研・砂・砌・砒・砉、5:砦・砥・砧・破・砲（砲）、6:硅・𥒐、7:硯・硬・硝・硫・确、8:碁・碎（砕）・碓・碇・碑（碑9）・硼・碗、9:磁（磁）・碩・碧、10:確・磋・磔・磐・磊、11:磬・磚・磨、12:磯・礁、13:礎、14:礙（碍8）・礪（砺5）、15:礫・礬、19:䃺、21:䃻